# Wolotschanka (Fluss)
Die Wolotschanka (russisch Волочанка) ist ein 165 km langer linker Nebenfluss der Cheta, ein Quellfluss der Chatanga, im Norden der russischen Region Krasnojarsk.

## Verlauf
Der Flusslauf der Wolotschanka liegt am Südrand der Taimyrsenke, die Teil des Nordsibirischen Tieflands ist. Die beiden Quellflüsse – Ketere (links, 45 km lang) und Tungalan (rechts, 38 km lang) – entspringen im äußersten Norden des Putoranagebirges und fließen in nördlicher Richtung ins Tiefland, wo sie sich zur Wolotschanka vereinigen. Die Wolotschanka wendet sich im Anschluss nach Westen und fließt entlang dem Fuß der Berge. Sie durchfließt eine mit unzähligen kleinen Seen durchsetzte Tundralandschaft jenseits des Polarkreises und bildet dabei zahlreiche enge Flussschlingen aus. Die Wolotschanka fließt in einem großen Rechtsbogen westlich der Cheta. Bei Flusskilometer 92 und 52 treffen die größeren Nebenflüsse Samoedskaja und Tagenarka linksseitig auf die Wolotschanka. Diese mündet schließlich in die Cheta, 4 km westlich der Siedlung Wolotschanka.
Die Wolotschanka entwässert ein etwa 2800 km² großes unbewohntes Areal. Die Flüsse der Region sind üblicherweise zwischen Oktober und Anfang Juni eisbedeckt.